# Senza una donna
Pistes de Blue's
Non ti sopporto più
(6) Into the Groove
(8)
Senza una donna est une chanson écrite et interprétée en italien par Zucchero, extraite de son album Blue's sorti en 1987.
Elle a été réenregistrée en anglais en 1991, en duo avec Paul Young, sous le titre Senza una donna (Without a Woman), et cette version a connu un succès international, devenant no 4 au Royaume-Uni, et no 2 en Allemagne et en France. Elle a également atteint la première place en Norvège, en Islande, au Canada, en Belgique et en Suède.
Un clip vidéo avait été enregistré pour la version initiale de Zucchero, et un nouveau clip a été réalisé pour la version avec Paul Young.
En 2021, cette chanson a été reprise par Claudio Capéo en duo avec David Esposito[réf. nécessaire]. 